# Mír v Cave
Mír dohodnutý mezi papežem Pavlem IV. a španělským králem Filipem II. v září roku 1557. Tímto mírem skončil poslední konflikt mezi Římem a Španělskem.

## Konflikt papeže se Španělskem
Po nástupu papeže Pavla IV. se zhoršily vztahy mezi Církevním státem a španělskou korunou. Nemalou, ba přímo zásadní měrou k tomu přispěla samotná komplikovaná osobnost papeže Pavla IV., který nenáviděl Habsburky do té míry, že se proti Filipu II.  neváhal spojit ani s francouzským králem Jindřichem II.
V konfliktu s Francií se Filip sice nemohl spolehnout na pomoc své manželky, anglické královny Marie I. Krvavé, i tak se mu ale podařilo zvítězit nad Francouzi v bitvě u Saint-Quentin dne 7. června 1557. Po vyhrané válce s Francouzi (kteří měli i tak dost sil, aby v dalším roce porazili Angličany a uzmuli jim přístav Calais, poslední baštu z kdysi mocného Anjouovského impéria) se Filip II. rozhodl vypořádat se i s mocným francouzským spojencem, papežem Pavlem IV. Nic papeži nepomohla snaha exkomunikovat císaře Karla V. i jeho syna Filipa II., a tak se na konci léta 1557 ocitl Řím v obležení španělského vojska v čele s generálem Albou.
V září téhož roku však Filip II. nabídl papeži mír, který napjaté vztahy ukončil.
Pavel IV. byl posledním papežem, který se odvážil vojensky vystoupit proti Španělsku. Poslední ozbrojený konflikt mezi papežem a císařem se pak odehrál na přelomu let 1708 a 1709.